# Городецкие Выселки
Городецкие Выселки — деревня в Захаровском районе Рязанской области. Входит в Сменовское сельское поселение.

## География
Находится в западной части Рязанской области на расстоянии приблизительно 7 км на запад-юго-запад по прямой от районного центра села Захарово.

## История
На карте 1850 года показана как поселение с 95 дворами. В 1859 году здесь (тогда территория Михайловского уезда Рязанской губернии) было учтено 118 дворов , в 1897—209.

## Население
Численность населения: 793 человека (1859 год), 1588 (1897), 30 в 2002 году (русские 97 %), 7 в 2010.